# حوليات ميلروز

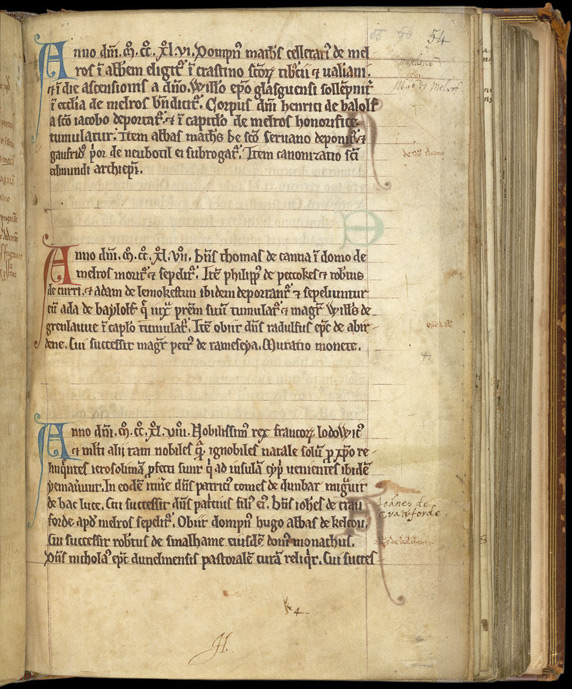
صفحة من حوليات ميلروز في المكتبة البريطانية

حوليات ميلروز هو سجل من العصور الوسطى من مخطوطة كوتونيان فوستينا [الإنجليزية]
 ب. التاسع داخل المتحف البريطاني. كتبه مؤلفون غير معروفين، على الرغم من أن الأدلة في الكتابة تشير إلى أنه من المرجح أن يكون قد كتبها الرهبان في دير ميلروز [الإنجليزية]
. يبدأ السجل في عام 735 وينتهي في عام 1270، ويتكون من جزئين منفصلين:
- الجزء الأول من السجل من عام 745 إلى حوالي عام 1140 (العام الذي تأسس فيه دير ميلروز)، هو عبارة عن تجميع من السجل الأنجلو ساكسوني بالإضافة إلى أعمال تاريخية أخرى كتبها سيميون الدورهامي [الإنجليزية]
 وهوفيدن [الإنجليزية]
.
- الجزء الثاني يبدأ من سنة 1140 حتى نهاية التاريخ سنة 1270. ويحتوي على أعمال أصلية ويعتبره المؤرخون أكثر مصداقية من الجزء الأول.

توجد المخطوطة حاليًا في المكتبة البريطانية، وقد أُخذَت من منطقة ميلروز [الإنجليزية]
 الأسكتلندية خلال فترة الإصلاح.
في عام 2014، اُكتشف أن السجل يحتوي على أقدم رواية مستقلة عن ختم الوثيقة العُظمى.

## طالع أيضًا
- قائمة السجلات الإنجليزية [الإنجليزية]
- مكتبة القطن [الإنجليزية]
- كسوف الشمس في 1 أيار 1185 [الإنجليزية]

## روابط خارجية
- Stevenson، Joseph، المحرر (1835)، Chronica de Mailros, e Codice Unico، Edinburgh: The Bannatyne Club، ISBN:9780404527594، مؤرشف من الأصل في 2024-10-08 (باللاتينية).